# Gunter ze Schwarzburga

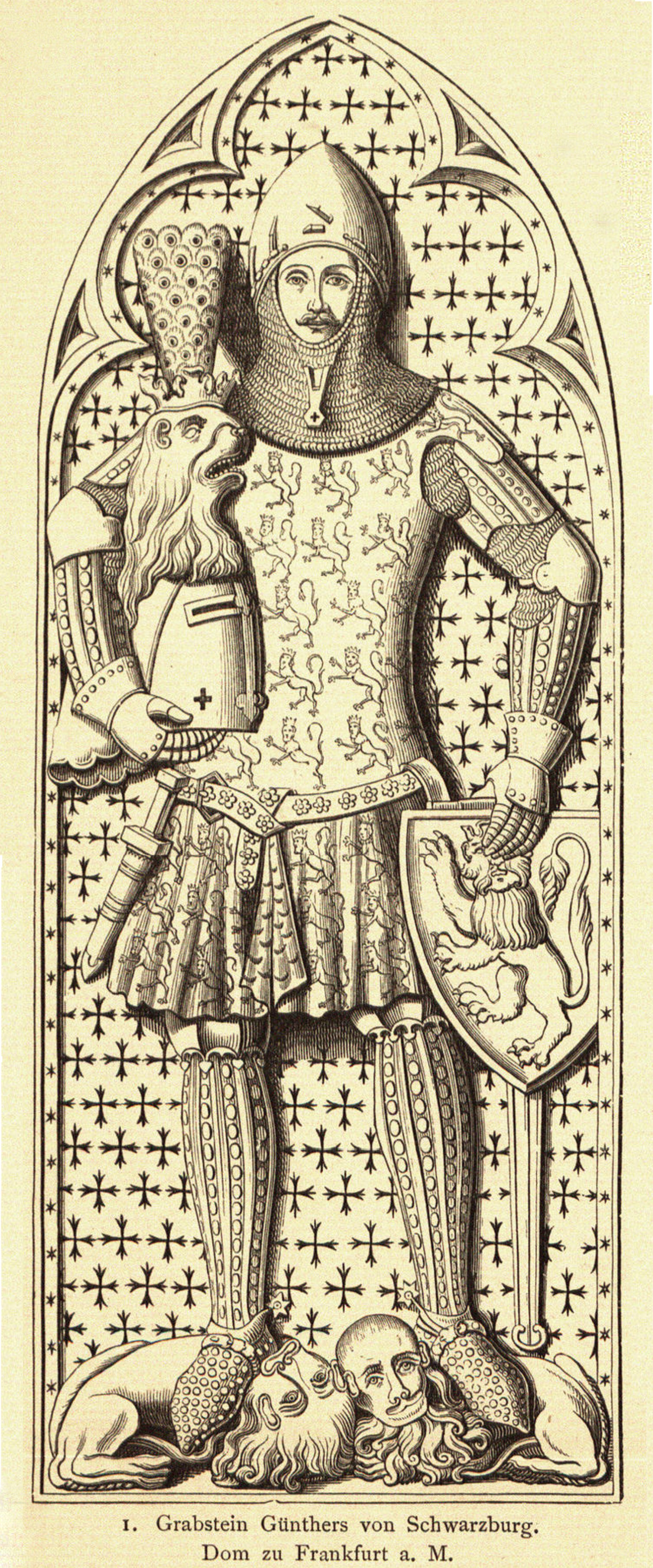
Gunter z Schwarzburga

Gunter z Schwarzburga (niem. Günther von Schwarzburg) (ur. 1304, zm. 14 czerwca 1349 we Frankfurcie) – hrabia Saalfeld/Saale i Blankenburg 1330–1349, antykról niemiecki 1349.
Pochodził z rodu książąt von Schwarzburg. Był synem Henryka VII z Blankenburg. W latach 1342–1345 brał udział w wojnie domowej w Turyngii przeciwko margrabiemu Miśni Fryderykowi II Poważnemu. Stronnik Ludwika IV Bawarskiego. W 1346 nie uznał wyboru Karola IV Luksemburskiego na króla Niemiec, bezskutecznie forsując kandydaturę króla Anglii Edwarda III. Po przegranej przeszedł do opozycji. W styczniu 1349 stronnictwo Wittelsbachów wybrało go antykrólem. Nie uzyskał jednak poparcia politycznego i w marcu 1349 abdykował.
Zmarł niedługo po zrzeczeniu się tytułu królewskiego jako ofiara zarazy. Pochowany został w katedrze św. Bartłomieja we Frankfurcie nad Menem.